# 阿韦特拉纳
阿韦特拉纳（義大利語：Avetrana），是意大利塔兰托省的一个市镇。总面积73平方公里，人口7117人，人口密度97.5人/平方公里（2009年）。ISTAT代码为073001。